# Barbara França
Barbara Souza França (São Lourenço, 31 de outubro de 1992) é uma atriz brasileira.

## Biografia
Barbara Souza França nasceu em 31 de outubro de 1992, no município de São Lourenço, em Minas Gerais, mas foi criada na cidade do Rio de Janeiro. Filha única da psicóloga Tina Fernandes. O seu signo é de Escorpião.
Em 2005, aos 13 anos iniciou a sua carreira na televisão no especial de fim de ano da Rede Globo.
Depois, em 2006 começou a trabalhar em diversas campanhas publicitárias como Coca-Cola, Itaú, Banco do Brasil, Bradesco, TIM, Hyundai, Honda, Leader e Nestea. Já focada em ser uma atriz profissional, formou-se em teatro na escola O Tablado.

## Carreira
Em 2006, começou a carreira de atriz profissionalmente fazendo pequenas participações em seriados como Os Amadores e Linha Direta eTapas & Beijos e novelas como Avenida Brasil e Sangue Bom.
Em 2014, estrelou o filme #garotas: O Filme e integrou o elenco da série de televisão Animal, no GNT.
Em 2015, participou da primeira fase da telenovela Os Dez Mandamentos.
Em 2016, ganhou destaque ao interpretar Bárbara, a antagonista de Malhação: Pro Dia Nascer Feliz, vigésima quarta temporada do seriado, que disputava com a protagonista o rapaz de seus sonhos.
Em 2017, esteve em Tempo de Amar como a doce Celina, moça a frente do tempo que tentava ajudar os pais a sair da falência ao vender geleias caseiras nas ruas.
Em 2019, esteve nos primeiros capítulos de Verão 90 como Nicole, cuja morte misteriosa foi apenas desvendada no fim da trama.
Entre 2019 e 2020, interpreta a co-protagonista de Amor sem Igual, a personagem Fernanda, uma moça rica e filantropa que enfrenta o preconceito do pai para viver o amor com um sitiante humilde.
Em 2021, interpretará a co-protagonista de Gênesis, a personagem Rebeca que na bíblia era esposa de Isaque e mãe de Jacó e Esaú
Bárbara recusou um convite para estar no elenco ‘Camarote’ do Big Brother Brasil 22 e foi substituída pela cantora Maria Bomani.

## Vida pessoal
Desde 2012, manteve um namoro com o ator brasileiro Maurício Pitanga, notório por seu trabalho em Malhação: Sonhos. O casal compartilhava algumas fotos nas suas páginas oficiais no instagram.
Em janeiro de 2017, falou sobre planos de viver junto com o namorado. E depois em fevereiro de 2018, desmentiu ter planos de casamento para aquele momento, pois ambos estavam muito focados e se auxiliando mutuamente nas carreiras como atores.
Barbara também é uma amiga muito próxima da atriz Aline Dias, a sua colega de elenco principal de Malhação: Pro Dia Nascer Feliz.
Em 2017, Barbara virou a madrinha de Bernardo Dias Cupello, o primeiro filho de Dias, nascido no dia 1 de novembro de 2017.
Em junho de 2019, Barbara estava se preparando para terminar oficialmente a sua faculdade de "Bacharel em Jornalismo", faltando apenas escrever e entregar a monografia; e afirmou que já pensa em estudar também bacharel em Cinema.
Bárbara e Maurício romperam o relacionamento no final de 2021. No mesmo ano, foi vista com um boxeador desconhecido.

## Filmografia

### Televisão
| Ano     | Título                         | Personagem                | Notas                                      |
| ------- | ------------------------------ | ------------------------- | ------------------------------------------ |
| 2006    | Os Amadores                    | Cliente da lanchonete     | Episódio: "22 de dezembro"                 |
| 2007    | Linha Direta                   | Alessandra Gahyva         | Episódio: "Monica Granuzzo"                |
| 2009–10 | A Turma do Didi                | Várias personagens        |                                            |
| 2012    | Avenida Brasil                 | Amorosa                   |                                            |
| 2013    | Sangue Bom                     | Lara                      |                                            |
| 2013    | Tapas & Beijos                 | Malú                      | Episódio: "12 de novembro"                 |
| 2014    | Geração Brasil                 | Silvia                    |                                            |
| 2014    | Animal                         | Estrela                   |                                            |
| 2015    | Os Dez Mandamentos             | Maya                      | Episódios: "25 de março–15 de maio"        |
| 2016–17 | Malhação: Pro Dia Nascer Feliz | Bárbara Monteiro Carvalho | Temporada 24                               |
| 2017    | Tempo de Amar                  | Celina Torres da Fontoura |                                            |
| 2019    | Verão 90                       | Nicole Ferraz             | Episódios: "29 de janeiro–25 de fevereiro" |
| 2019–21 | Amor sem Igual                 | Fernanda Andrade Viana    |                                            |
| 2021    | Gênesis                        | Rebeca                    | Fase: "Jornada de Abraão"                  |
| 2022    | Da Mood                        | Ana Andrade               |                                            |
| 2023    | Reis                           | Abisague                  | Fases: "A Consequência" e "A Sucessão"     |
| 2025    | Vizinhos Para Sempre           | Raquel                    |                                            |
| 2025    | O Senhor e a Serva             | Messalina                 |                                            |

### Cinema
| Ano  | Título                            | Personagem   |
| ---- | --------------------------------- | ------------ |
| 2015 | #garotas: O Filme                 | Milena       |
| 2023 | As Aventuras de Poliana - O Filme | Germana Maya |

## Prêmios e indicações
| Ano  | Prêmio                       | Categoria                              | Trabalho                       | Resultado | Ref.   |
| ---- | ---------------------------- | -------------------------------------- | ------------------------------ | --------- | ------ |
| 2017 | Troféu Internet              | Revelação do Ano                       | Malhação: Pro Dia Nascer Feliz | Indicada  |        |
| 2020 | Melhores do Ano Minha Novela | Casal do Ano (com (Guilherme Dellorto) | Amor sem Igual                 | Indicado  | [ 18 ] |